# Librevillea
Librevillea là một chi thực vật có hoa trong họ Đậu.